# Roger Bernard III. (Foix)

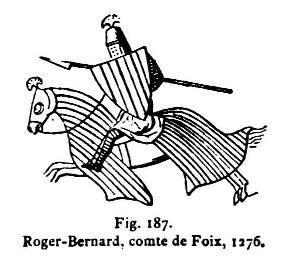
Darstellung Roger-Bernards nach einem Siegel, 1880

Roger Bernard III. († 3. März 1303) war von 1265 bis zu seinem Tod Graf von Foix, Vizegraf von Castelbon (als Roger Bernard II.), ab 1290 durch Heirat Vizegraf von Béarn (als Roger Bernard I.) und seit 1278 Kofürst von Andorra. Er war der einzige Sohn seines Vorgängers Graf Roger IV. und dessen Ehefrau Brunissende de Cardona.

## Kampf gegen Frankreich

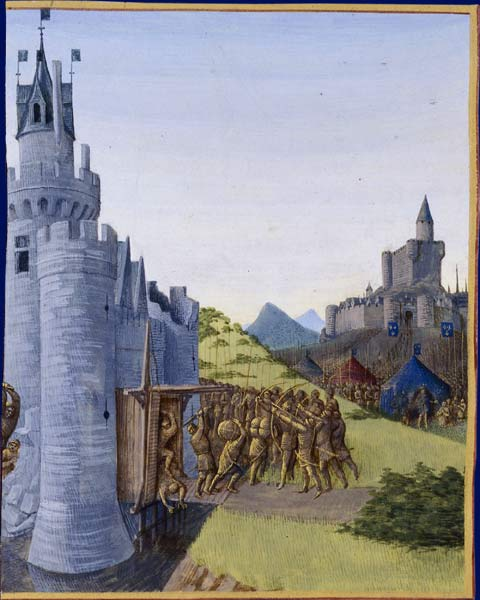
Der Graf von Foix greift Casaubon an während zugleich seine Burg vom König von Frankreich belagert wird
(Bild: Jean Fouquet um 1455)

Gleich zu Beginn seiner Regentschaft sollte Roger Bernard III. im Zentrum bedeutender Ereignisse stehen die für das weitere Schicksal seiner Grafschaft entscheidend waren. Seit dem Frieden von Lorris 1243 mussten die Grafen von Foix für das Tiefland ihrer Grafschaft den König von Frankreich als Lehnsherren anerkennen, dieses Abhängigkeitsverhältnis versuchte Roger Bernard nun mittels einer riskanten Politik zu beenden.
1268 unternahm Roger Bernard einen Zug in die katalanische Grafschaft Empúries, wo er raubend und plündernd hindurch zog. Daraufhin wurde er vor den königlichen Seneschall von Carcassonne zitiert, der ihn 1271 zur Begleichung des entstandenen Schadens einer Zahlung von 5533 livre tournois verurteilte, Roger Bernard legte gegen dieses Urteil aber Einspruch ein. Nur ein Jahr später sollte es zur militärischen Konfrontation mit dem König kommen, als sich Roger Bernard in eine Fehde zwischen Graf Géraud VI. von Armagnac und Géraud de Casaubon einmischte. Dabei ergriff er Partei für Armagnac während Casaubon sich dem Schutz des Königs unterstellte. Dies hinderte die beiden Grafen aber nicht daran Casaubons Burg Sompuy zu zerstören, woraufhin sie sich erneut vor dem Seneschall von Carcassonne verantworten sollten. Doch Roger Bernard versäumte nicht nur den dafür angesetzten Termin, sondern ließ den Seneschall persönlich überfallen, woraufhin dieser umgehend das Tiefland von Foix besetzen ließ. Währenddessen bereitete König Philipp III. einen Feldzug gegen Foix vor.
Als im Mai 1272 das königlich-französische Heer auf Pamiers zumarschierte, rief Roger Bernard den aragonesischen König Jakob I. um dessen Schutz an, mit der Behauptung, dass er für das Hochland von Foix ein Vasall Aragons sei. Tatsächlich aber dürfte der Graf das Hochland als souveräner Fürst regiert haben, da Aragon bereits im Vertrag von Corbeil 1258 auf jegliche Ansprüche im Norden der Pyrenäen, mit Ausnahme des Roussillon, verzichtet hatte. Trotzdem zog Jakob I. nun mit einem Heer über die Pyrenäen. In dieser spannungsreichen Lage schaltete sich der Vizegraf von Béarn, Roger Bernards Schwiegervater, als Vermittler ein und ein Krieg zwischen beiden Königreichen konnte in der Abtei von Boulbonne diplomatisch verhindert werden. So vereinbarten beide Könige, dass sich Roger Bernard der französischen Krone unterwerfen sollte, doch dieser lehnte diese Forderung ab.

## Unterwerfung

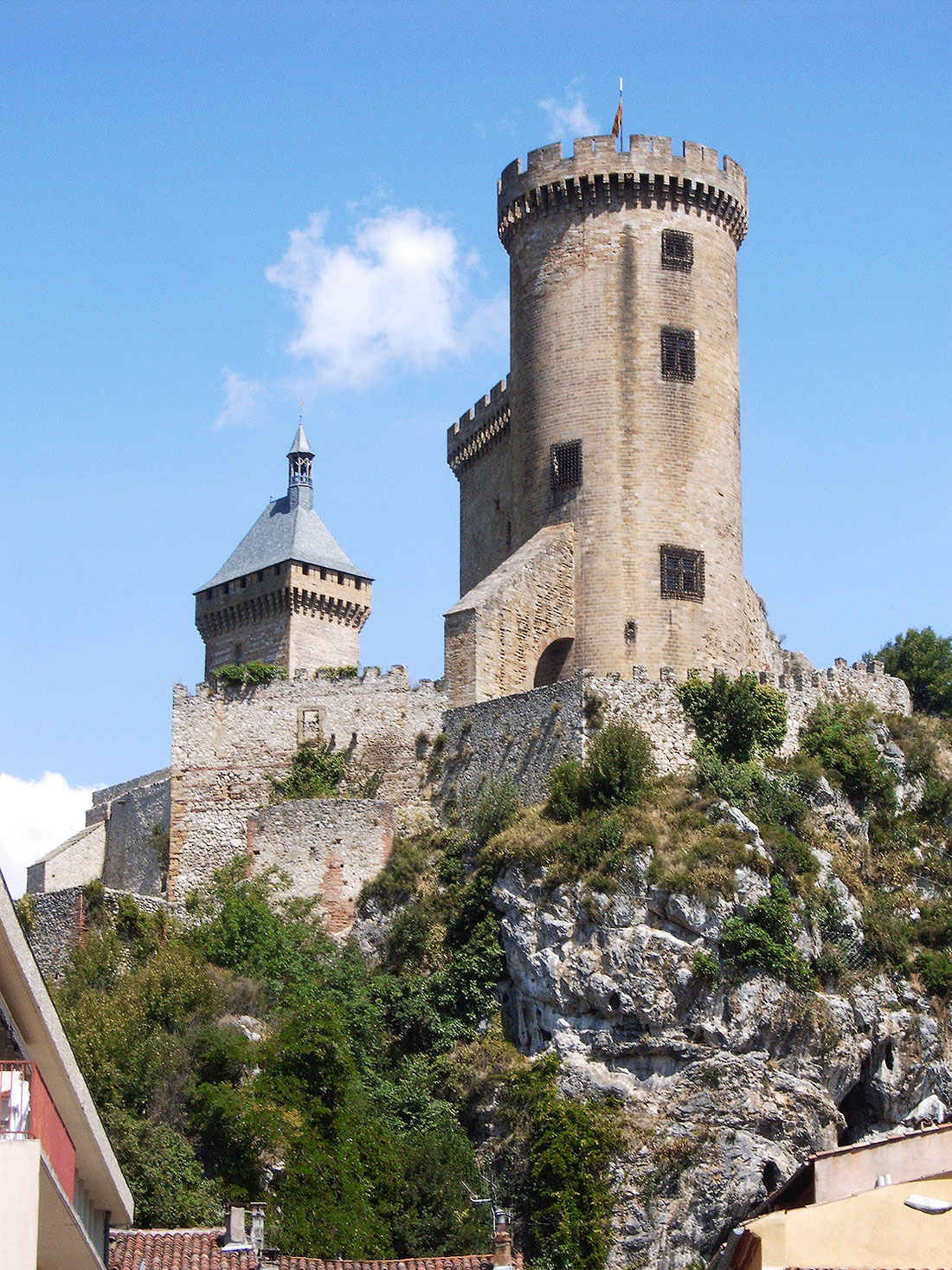
Die Burg von Foix

König Philipp III. begann darauf am 3. Juni 1272 mit der Belagerung von Foix und schon am 5. Juni ergab sich Roger Bernard der Übermacht. Der Graf wurde der Kerkerhaft in Carcassonne übergeben und seine Ehefrau musste als Geisel mit nach Paris kommen. Die Hochlandburgen wurden von Frankreich beschlagnahmt, gleichwohl Aragon sie für sich beanspruchte, und der Mutter des Grafen zu Verwaltung unterstellt.
Nach über einem Jahr Kerkerhaft war Roger Bernard Ende 1273 bereit sich der königlichen Hoheit zu ergeben. Er wurde nach Paris eingeladen, wo er vom König zum Ritter geschlagen wurde. Er erhielt am 15. März 1273 wieder alle Rechte für das Tiefland seiner Grafschaft zurück, im Hochland aber musste er weiter die königliche Besatzung akzeptieren. Auf diese Weise schob der König einem erneuten Zusammengehen des Grafen mit Aragon einen Riegel vor.
Die Familie des Grafen wurde auch zu einem Objekt französischer Interessenspolitik als seine Schwester Esclarmonde 1275 nach französischer Vermittlung den aragonesischen Prinzen Jakob heiratete. Diese Hochzeit sollte einen Keil in die aragonesische Königsfamilie treiben, indem der Prinz, welcher der Erbe bedeutender Teile des Reiches seines Vaters war, näher an die Seite Frankreichs gezogen werden sollte. Prinz Jakob brauchte einen starken Verbündeten um den Machtansprüchen seines Bruders Peter zu entgehen. Diese Hochzeit gab Roger Bernard auch die Gelegenheit seinen enormen Reichtum zur Schau zu tragen, indem er die Mitgift von 3000 Mark Silber allein aufbringen konnte.

## Im Dienst der Krone
Danach konnte sich Roger Bernard im Dienste Frankreichs beweisen, als er an der Spitze eines königlichen Heeres nach Navarra entsandt wurde. Dort war bereits 1274 König Heinrich I. gestorben und hinterließ nur seine unmündige Tochter Johanna I. die unter der Regentschaft ihrer Mutter Blanche d’Artois stand. Dadurch wurden bei den spanischen Nachbarn Kastilien und Aragon Begehrlichkeiten auf eine Annexion des baskischen Königreiches geweckt. Nachdem sich die Bewohner von Pamplona 1275 gegen die Regentin erhoben hatten, floh diese mit ihrer Tochter nach Frankreich, wo sie bei ihrem Vetter König Philipp III. um Unterstützung wirbt. Diese bekam sie um den Preis der Hand ihrer Tochter, die mit dem Prinzen Philipp verheiratet werden sollte.
Das Heer unter der Führung Roger Bernards konnte Pamplona 1276 einnehmen und die formelle Herrschaft Johannas, tatsächlich die von Frankreich, über Navarra herstellen, bis 1277 konnte auch Kastiliens Zugriff auf Navarra abgewehrt werden. Nachdem 1276 der Kronprinz Ludwig gestorben war, sollte Johannas Verlobter, Prinz Philipp, neuer Thronanwärter Frankreichs werden. Dadurch sollte Navarra bis 1441 faktisch mit Frankreich vereint werden. Roger Bernard wurde für seine Dienste mit dem Amt eines Gouverneurs von Biskaya belohnt, auch die Hochlandburgen seiner Grafschaft wurden ihm wieder übergeben, allerdings musste er nun für seine gesamte Grafschaft den Lehnseid auf Frankreich leisten.

## Gründervater Andorras
Im Jahr 1278 konnte Roger Bernard mit dem Bischof von Urgell Pere d’Urtx einen Streit um die Herrschaft über die Pyrenäentäler beilegen der seit den Tagen seines Großvaters währte. Bei einer Zusammenkunft am 8. September in Lleida vereinbarte er mit Bischof Pere d’Urtx einen paréage-Vertrag der eine Herrschaftsteilung beider Parteien über das umstrittene Gebiet regeln sollte.
Die Bestimmungen von 1278 waren wie folgt:
- die aufzubringenden Steuern des Volkes sollten im jährlichen Wechsel an den Grafen und dem Bischof entrichtet werden
- der Graf und der Bischof üben die gemeinsame Rechtsprechung aus
- das Volk war beiden Herren zur Waffengefolgschaft verpflichtet, es sei denn, die beiden Herren bekämpften sich gegenseitig

Paréage-Verträge waren in der gesamten Zeit des Mittelalters keine Seltenheit. Die Grafen von Foix hatten schon mehrmals auf dieses Mittel zurückgegriffen um Streitigkeiten mit anderen Mächten über lehnsrechtliche Angelegenheiten beizulegen. Das Besondere aber an diesem Vertrag, der 1282 auch von Papst Martin IV. anerkannt wurde, war dessen äußerst lange Lebenszeit. Er sollte bis zur Erklärung der Unabhängigkeit Andorras 1993 Bestand haben und wurde erst dann durch die andorranische Verfassung abgelöst. Die lehnsherrlichen Rechte des Grafen von Foix sollten dabei im Verlauf der Jahrhunderte vom französischen Souverän übernommen werden, nachdem der letzte Graf Heinrich II. 1594 als Heinrich IV. den französischen Königsthron bestiegen hatte.
Dieser Vertrag sollte noch von Graf Roger Bernard und dem Bischof am 6. Dezember 1288 erweitert werden, nachdem es zwischen beiden erneut zu Spannungen gekommen war, als der Graf eine Burg auf Puy-Saint-Vincenç erbaut hatte, um die Aktivitäten des Bischofs zu überwachen. So fügten sie hinzu, dass keiner der beiden Herren ohne die Zustimmung des anderen Burgen in Andorra bauen darf.

## Kreuzzug gegen Aragon

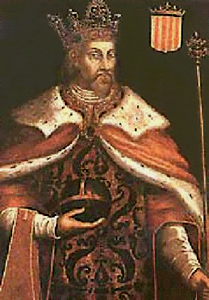
König Peter III. von Aragon

Im Frühjahr 1280 mischte sich Roger Bernard in die inneren Verhältnisse Aragons ein wo sich die Grafen Arnaud Roger I. von Pallars-Sobirà und Ermengol X. von Urgell, ein Cousin Roger Bernards, gegen die Herrschaft König Peters III. erhoben. Roger Bernard unterstützte die Revolte wurde jedoch mit den anderen Grafen bei Balaguer vernichtend geschlagen und geriet in die Gefangenschaft Aragons.
In der Zeit seiner Gefangenschaft brach 1282 auf der Insel Sizilien ein Aufstand der Bevölkerung gegen die Herrschaft des Herrschers Karl von Anjou aus. Diese sizilianische Vesper nutzte König Peter III. von Aragon aus, vertrieb Karl von Anjou von der Insel und krönte sich zum König von Sizilien. Anjou jedoch war ein Protege des Papstes und außerdem der Onkel des französischen Königs. So wurde Peter III. von Aragon vom Papst exkommuniziert und ein Kreuzzug gegen ihn wurde ausgerufen, der von König Philipp III. von Frankreich geführt werden sollte. In dieser Situation hielt es König Peter für angebracht den Grafen von Foix 1283 aus der Gefangenschaft zu entlassen, als Preis für seine Freiheit sollte Roger Bernard die Vizegrafschaft Castelbon an Aragon abtreten. Einmal auf freien Fuß dachte Roger Bernard aber nicht daran, sich an Vereinbarungen mit einem gebannten König zu halten und schloss sich dem aragonesischen Kreuzzug an. In dessen Verlauf konnte Roger Bernard 25. Mai 1285 Elne einnehmen, das vom Bastard von Roussillon hartnäckig verteidigt wurde. Am 7. September war er auch bei der Eroberung von Girona beteiligt. Jedoch scheiterte der Kreuzzug, nachdem das französische Heer durch Krankheiten stark dezimiert wurde. Nachdem sich das Heer nach Perpignan zurückgezogen hatte, verstarb dort König Philipp III. von Frankreich am 5. Oktober, womit der Kreuzzug endete. Nur der schnelle Tod König Peters von Aragon am 11. November desselben Jahres rettete Roger Bernard vor einem Gegenschlag Aragons.

## Das Erbe von Béarn
Im Jahr 1290 verstarb Roger Bernards Schwiegervater der Vizegraf Gaston VII. von Béarn. Dieser hatte bereits im Mai 1268 seine zweite Tochter Marguerite, nicht ohne Zutun Roger Bernards, zur alleinigen Erbin seines Besitzes eingesetzt. So regierte nun Roger Bernard im Namen seiner Frau in Béarn. Doch 1293 sollten Marguerites jüngere Schwester Mathe und deren Sohn Graf Bernard VI. von Armagnac das Erbe anfechten. Trotz eines königlichen Verbotes, das Privatfehden untersagte, forderte der Graf von Armagnac Roger Bernard zu einem Duell auf. Es fand tatsächlich statt, jedoch bleibt der Ausgang des Zweikampfes unklar. Im weiteren Verlauf des Krieges gegen Armagnac besetzte Roger Bernard auch Gebiete in Aragon, wofür er vom Erzbischof von Saragossa exkommuniziert wurde.
Doch letztlich konnte Roger Bernard Béarn für sich gewinnen, womit er wieder in ein kompliziertes Abhängigkeitsverhältnis trat, denn Béarn war ein Lehen des Herzogtums Gascogne und dieses wurde vom König von England gehalten, der wiederum für die Gascogne dem König von Frankreich huldigen musste. Roger Bernard nutzte seine neue Lage aus um erneut die königliche Autorität herauszufordern und griff die Zisterzienserabtei von Cahors an, wo er mehrere königliche Wachsoldaten tötete. Nachdem er sich weigerte, sich für diese Tat zu verantworten, zwang ihn der König dazu, indem er einen Teil der Grafschaft Foix besetzen ließ. Nun lenkte Roger Bernard ein und sollte als Buße einen Kreuzzug ins heilige Land unternehmen und falls er diesen nicht binnen Jahresfrist angetreten habe, sollte er eine Strafe von 10.000 Libra zahlen. Roger Bernard wird wohl wahrscheinlich die Geldstrafe gezahlt haben, da seit der Eroberung Akkons am 18. Mai 1291 weitere Kreuzzugsunternehmen aussichtslos wurden. Noch schwerwiegender für den Grafen war aber die zu leistende Übergabe der Burgen von Lordat und Montréal an den Seneschall von Carcassonne. Im Juli 1291 reiste Roger Bernard nach Paris, wo er genötigt war, eine Erklärung abzugeben, gegen keine königlichen Anordnungen zu verstoßen noch Besitz der Krone zu schädigen.
Danach war Roger Bernard wieder fest an der Seite Frankreichs und nahm bis 1295 im Gefolge des Prinzen Charles de Valois an dessen Gascognekriegen gegen England teil, was ihm die einträglichen Gouverneursposten in Auch, Aire, Dax und Bayonne einbrachte.

## Der Graf gegen Bernard Saisset
Nachdem sich das Verhältnis König Philipps IV. zu Graf Roger Bernard wieder entspannt hatte, war der König bereit dem Grafen mehrere Beweise seiner Gunst zukommen zu lassen. So durfte der Graf zum Beispiel zwei Hochlandburgen, die der König zuvor noch beschlagnahmen ließ, wieder in seine Hand nehmen. Ebenfalls beabsichtigte der König 1294 dem Grafen von Foix die Rückerstattung seiner herrschaftlichen Rechte über die Stadt Pamiers. Gegen dieses Vorhaben legte jedoch der Abt von St. Antonin de Frédélas, Bernard Saisset, Einspruch ein.
Die Co-Herrschaft über diese Stadt wurde einst 1111 von Graf Roger II. mit dem Abt von St. Antonin in einem paréage-Vertrag geregelt, indem sich Abt und Graf auf einer Teilung der Herrschaft zu gleichen Teilen geeinigt hatten. Dieser Vertrag hatte die Generationen über bestand, doch als sich Roger Bernard 1270 im Kampf gegen Frankreich befand, übertrug der Abt Bernard Saisset die gräflichen Rechte an den König. Dadurch wurde er zum faktischen Alleinherrscher von Pamiers. Doch schon 1175 wollte der König, nachdem der Graf sich ihm unterworfen hatte, diese Rechte an Roger Bernard zurückgeben. Aber Bernard Saisset weigerte sich, die Wiederherstellung der Verhältnisse von vor 1270 zu akzeptieren. So einigte man sich auf eine Übergangszeit von 5 Jahren, die 1280 um weitere 10 Jahre verlängert wurde, in denen der Graf die ihm entgehenden Einkünfte aus Pamiers vom König erstattet bekam.
Nun aber, am 30. Januar 1294, forderte der König den Abt dazu auf den Grafen endlich in seinen vertraglichen Rechten anzuerkennen, doch der Abt weigerte sich erneut. So wies der König den Seneschall von Carcassonne im Februar 1295 an, die königlichen Truppen aus Pamiers abzuziehen und die Burg der Stadt an den Grafen zu übergeben. Nachdem der Seneschall diese Anordnung nach einem Monat nicht nachgekommen war, fühlte sie Roger Bernard getäuscht und besetzte mit der Hilfe der Bürger der Stadt die Burg wie auch die Abtei und übernahm die Kontrolle über Pamiers. Saisset reagierte darauf, indem er den Grafen und die Bürger Pamiers exkommunizierte und rief Papst Bonifaz VIII. um Hilfe an. Doch dessen Intervention beim König hatte keinen Erfolg, so wurde der Abt im November 1297 gezwungen, den Grafen in seinen Rechten anzuerkennen. Roger Bernard aber musste den Abt als seinen Lehnsherrn für Pamiers anerkennen und musste zudem für den entstandenen Sachschaden finanziell aufkommen. Der Papst hob dagegen die Exkommunikation des Grafen und der Stadtbevölkerung auf.

## Der Graf und die babylonische Gefangenschaft
In seinen letzten beiden Lebensjahren sollte Graf Roger Bernard eine kleine wenn auch entscheidende Rolle in dem Konflikt zwischen den Papst und dem französischen König über das Verhältnis der geistlichen zur weltlichen Macht spielen, der langfristig in der sogenannten babylonische Gefangenschaft der Kirche in Avignon führen sollte.
Auslöser dieses Konfliktes war erneut Bernard Saisset der, inzwischen Bischof von Pamiers, im April 1301 erneut mit Roger Bernard in einen Streit über die Jurisdiktion in Pamiers geraten war. Roger Bernard genoss dabei die Unterstützung des Königs, worauf der Bischof die Stadt ein weiteres Mal mit der Exkommunikation belegte. Die Bürger der Stadt legten aber beim Erzbischof von Narbonne und beim Papst erfolgreich Einspruch gegen denn Bann ein.
Bernard Saisset ließ es nun auf eine direkte Konfrontation mit dem König ankommen und unterstützte öffentlich die päpstliche Forderung, den in königlicher Haft befindenden Grafen von Flandern, Guido I., freizulassen. Der König reagierte darauf, indem er eine Untersuchungskommission einsetzte die den Verdacht des Hochverrates des Bischofs untersuchen sollte. Vor dieser Kommission trat auch Roger Bernard als Zeuge auf, und dort sagte er aus der Bischof habe ihn und andere Grafen der Region dazu aufgefordert, einen Aufstand gegen den König anzuführen. Diese Aussage reichte dem König aus, um den Bischof am 6. Oktober 1301 wegen Hochverrates und Majestätsbeleidigung zu verhaften und nach Senlis zu bringen, wo das Verfahren gegen den Bischof stattfinden sollte. Der Papst empfand dies als Angriff auf die kirchliche Autorität und berief im Dezember des Jahres eine Synode in Rom ein, die König Philipp IV. alle ihm gewährten Privilegien entzog und ihn zur Unterwerfung aufforderte. Der König aber ließ die dazu angefertigte päpstliche Bulle verbrennen und verbot auf einer Synode in Paris am 10. April 1302 allen Prälaten seines Reichs, nach Rom zu fahren. Damit war der Bruch zwischen Frankreich und dem Papst besiegelt, der am 7. September 1303 in dem Attentat von Anagni seinen Höhepunkt haben sollte, nachdem das Papsttum eine stärker werdende Abhängigkeit zum französischen König hinnehmen musste, die wenige Jahre später in der Übersiedelung des Papstes nach Avignon mündete.
Bischof Bernard Saisset hingegen wurde bereits 1303 aus der königlichen Haft entlassen.

## Tod und Fazit
Graf Roger Bernard III. starb schon am 3. März 1303 in Tarascon während der Vorbereitungen zu einem Kriegszug nach Aragon, wo er sich als Erbe einer entfernten Verwandten durchsetzen wollte.
Seit seiner Regentschaft mussten die Grafen von Foix endgültig die Oberlehnsherrschaft Frankreichs über ihre Grafschaft akzeptieren, womit sie ihre fast souveräne Stellung zugunsten der französischen Interessen aufgeben mussten. Stattdessen waren die Grafen fortan bemüht, innerhalb der französischen Feudalwelt zum führenden Adel aufzusteigen, was sich bereits mit der Hochzeit von Roger Bernards Erben mit einer kapetingischen Prinzessin niederschlug.
Innerhalb ihrer Grafschaft aber behielten die Grafen gegenüber der Krone noch für lange Zeit ihre Vorrechte in Fragen von Justiz, Steuern und des wichtigen Bergbaus, die nicht zuletzt Roger Bernard III. hartnäckig verteidigt hatte.

## Ehe und Nachkommen

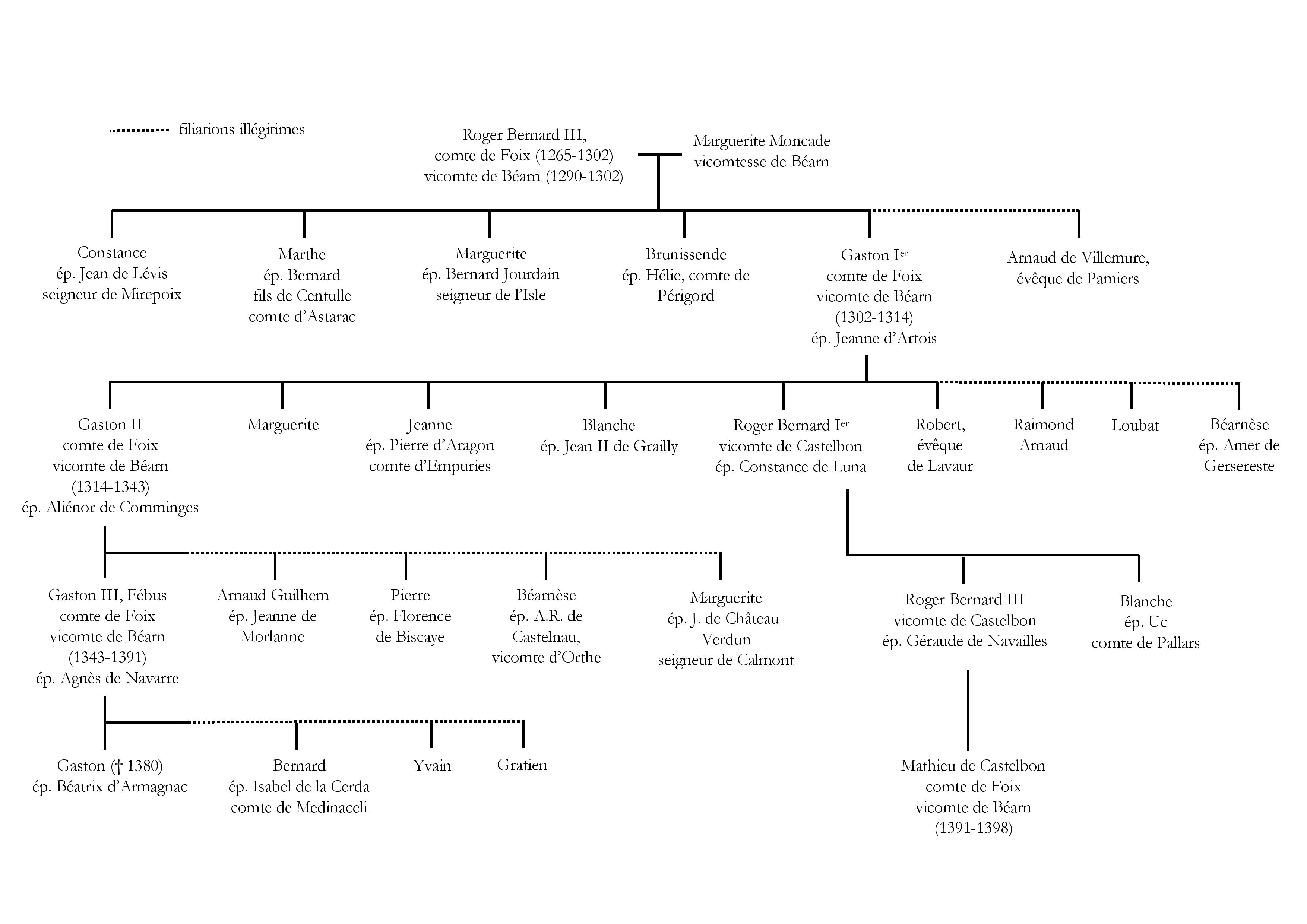
Stammtafel der Nachfahren

Graf Roger Bernard III. war seit 1267 verheiratet mit Marguerite de Montcada († 1319), einer Tochter des Vizegrafen Gaston VII. von Béarn und dessen Ehefrau Mathe de Matha. Diese Ehe wurde von den Eltern des Paares bereits am 3. Oktober 1252 in Layrac vertraglich vereinbart und brachte dem Hause Foix die Vizegrafschaften Béarn und Marsan sowie einen Anspruch auf die Grafschaft Bigorre ein. Die Kinder des Paares waren:
- Gaston I. (1287–1315), Nachfolger als Graf von Foix, Vizegraf von Castelbon, Béarn und seit 1310 von Marsan, Co-Herr von Andorra
- Konstanze († 1332), ⚭ 1296 Johann I. de Lévis, Herr von Mirepoix (Haus Lévis)
- Mathe, ⚭ 1294 Bernard IV., Graf von Astarac
- Marguerethe († 1304), ⚭ 1291 Bernard Jourdain IV., Herr von l’Isle-Jourdain
- Brunissende, ⚭ 1298 Elias VII., Graf von Périgord (Haus Périgord)